# Louis Michel de Boissy
Pour les articles homonymes, voir Boissy.
Louis Michel de Boissy, né en 1725 et mort en 1793 à Vic-sur-Cère, en France, est un historien français. 

## Biographie
Fils du dramaturge et académicien Louis de Boissy, il est l'auteur de plusieurs traductions d'auteurs classiques depuis l'hébreu, et d'un supplément à l’Histoire des Juifs de Jacques Basnage de Beauval.
Ses dissertations historiques devaient faire partie d'un ouvrage plus important, mais leur peu de succès découragea l'historien de le faire paraître, et il se donna la mort en se défenestrant. Celles qui ont été publiées ont pour titres: "L’idolâtrie d’Abraham avant sa conversion, d’Abimélech roi de Gerare, d’Aaron frère de Moïse, du prophète Abdias, de l’opinion des Saducéens et des Samaritains sur les Anges, des lieux nommés Abel et Abila et d’Aelia Capitolia, de l’état des Juifs en France sous la première et sous la seconde Race, et des commencements de la troisième, de l’état des juifs en Afrique, d’Isaac Abarbanel, d’Uriel Acosta, d’Aaron Ben Joseph juif Caraïte, d’Aaron Ben Elie juif de la même secte, d'Aben Esra et de Maïmonide".

## Publications
- Histoire de Simonide et du siècle où il a vécu, avec des éclaircissements chronologiques, 1755 Texte en ligne
- Dissertations historiques et critiques sur la vie du grand prêtre Aaron, 1761
- Dissertations critiques pour servir d'éclaircissements à l'histoire des Juifs, avant et depuis Jésus-Christ, et de supplément à l'histoire de M. Basnage, 2 vol., Paris, Lagrange, 1785. La seconde édition parue en 1787 chez le même éditeur, comporte deux dissertations de plus sur Esra et Maïmonide,

## Source biographique
- Louis-Gabriel Michaud, Biographie universelle ancienne et moderne, vol. IV, 1834, p. 594